# 愛知県立豊橋西高等学校
愛知県立豊橋西高等学校（あいちけんりつ とよはしにしこうとうがっこう）は、愛知県豊橋市牟呂町西明治新右前に所在する公立の高等学校。地元では「西高」、もしくは単に「西」と呼ばれる。

## 沿革
- 1983年（昭和58年）4月1日 - 愛知県立豊橋西高等学校が開校。
- 2003年（平成15年）4月 - 情報活用コース創設。
- 2020年（令和2年）4月 - 普通科を募集停止し、総合学科を設置。
- 2022年（令和4年）3月 - 普通科閉科。

## 入学
2004年（平成16年）度より普通科の募集人員が1クラス分少なくなり、普通科240名、情報活用コース40名。さらに2006年（平成18年）度からは　普通科200名、情報活用コース40名になった。また、外国人生徒の選抜に力をいれ、毎年各国から数人の留学生が入学している。
2020年（令和2年）度入学生からは、総合学科200名の募集となる  。

## 校風
上杉鷹山の遺訓である「為せば成る 為さねば成らぬ 何事も　成らぬは人の 為さぬなりけり」より、「為せば成る」を引いて校訓とし、高い知性、強健な心身、豊かな人間性という三本の柱のもとに、調和のとれた人間の育成を教育目標としている。

## 著名な出身者
- 米山みどり（元女子プロゴルファー）
- 広中智紗衣（ボートレーサー）